# 52873 Grootaerd
52873 Grootaerd è un asteroide della fascia principale interna. Scoperto nel 1998, presenta un'orbita caratterizzata da un semiasse maggiore pari a 2,395783 UA e da un'eccentricità di 0,050828, inclinata di 7,117324° rispetto all'eclittica. 
Fa parte della famiglia di asteroidi Vesta.
L'asteroide è dedicato all'astrofilo belga Jean-Pierre Grootaerd.